# Tribseer Straße 20 (Stralsund)
Die postalische Adresse Tribseer Straße 20 in Stralsund teilen sich zwei denkmalgeschütztes Gebäude in der Tribseer Straße im Stadtgebiet Altstadt.

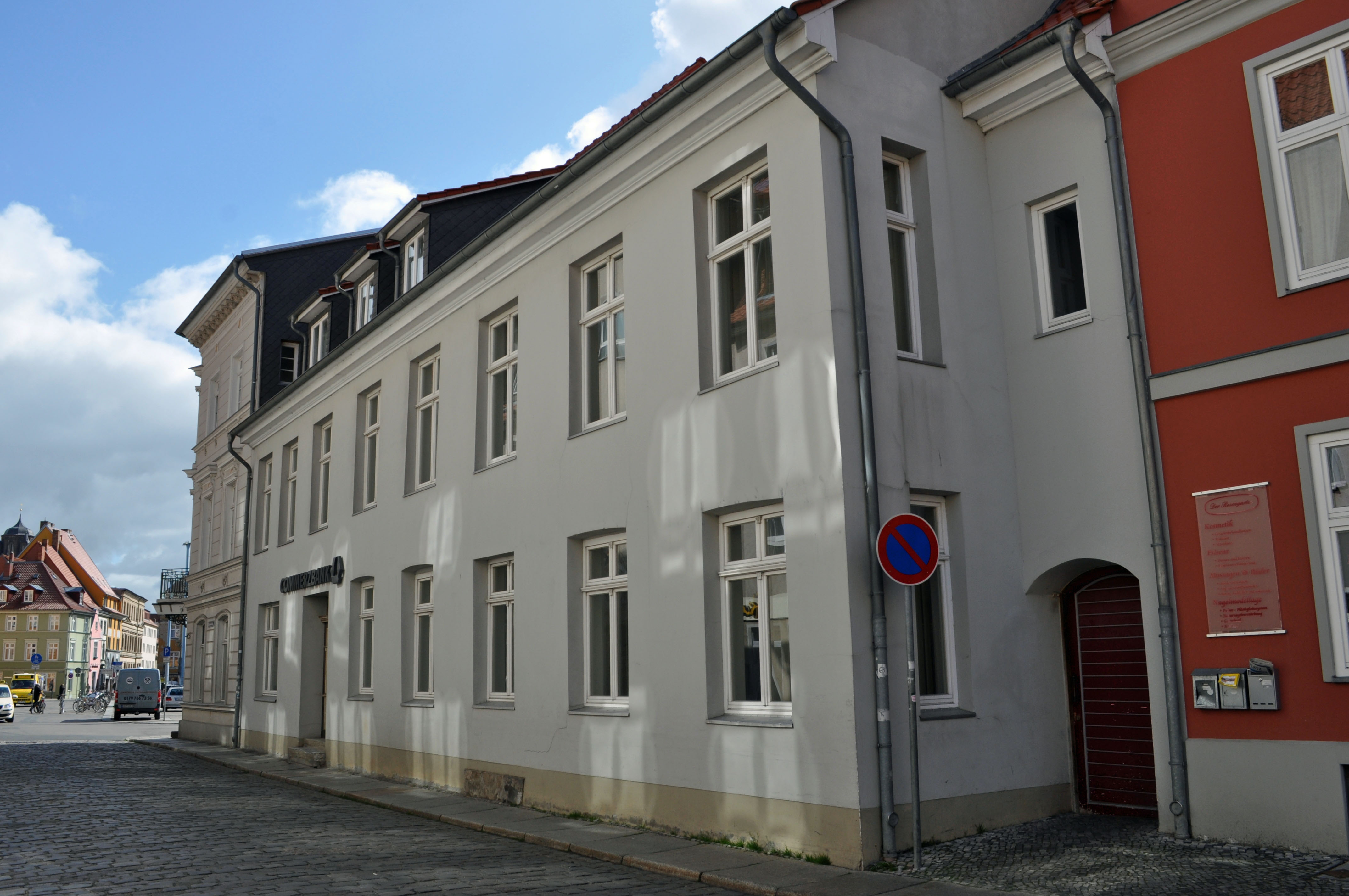
Das Haus Tribseer Straße 20 in Stralsund (2012)

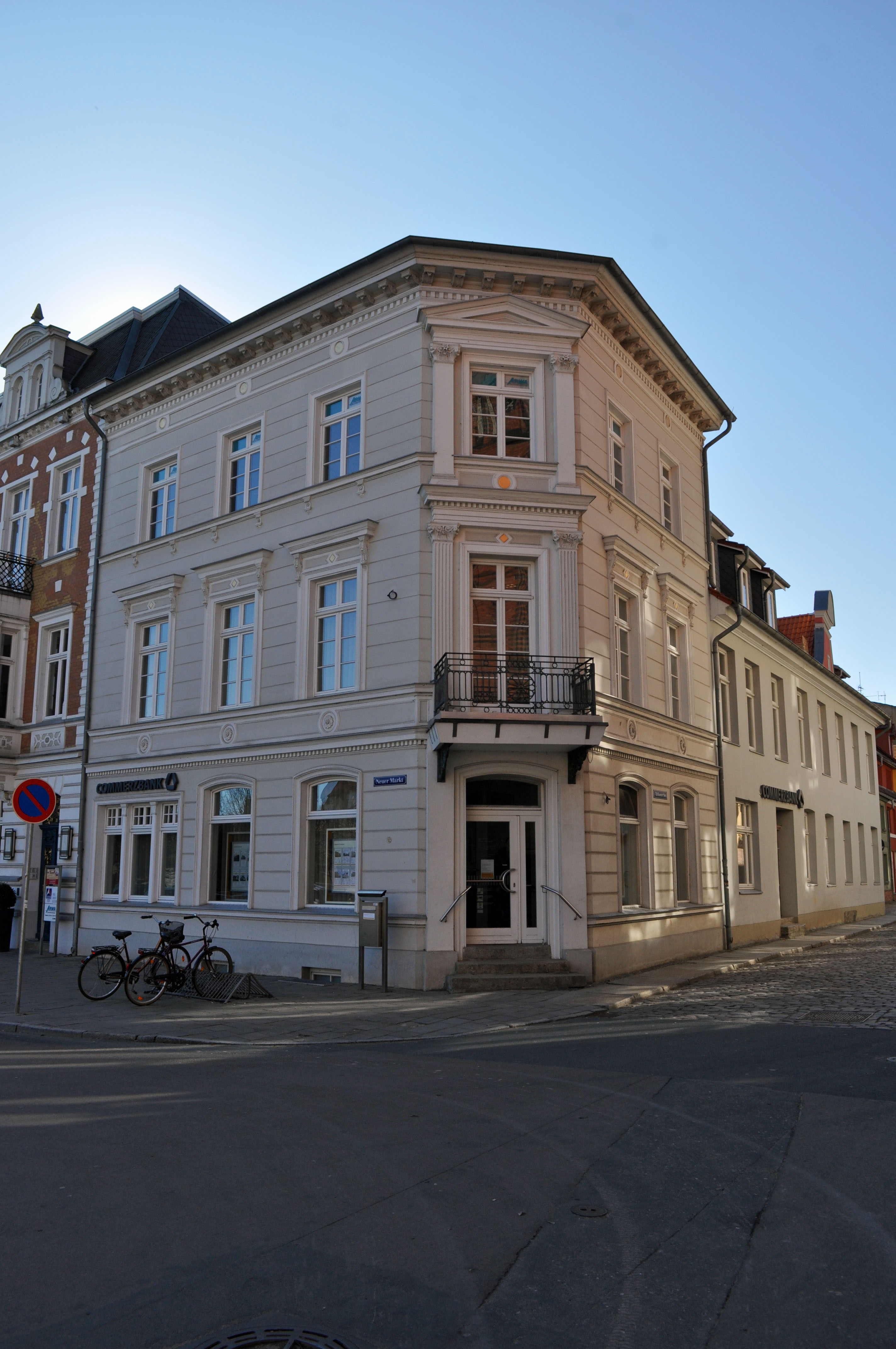
Das Haus Tribseer Straße 20/I in Stralsund (2012)

## Tribseer Straße 20
Das Haus Tribseer Straße 20 ist ein denkmalgeschütztes Gebäude in der Tribseer Straße (Stralsund).
Der zweigeschossige Putzbau wurde in der Mitte des 18. Jahrhunderts errichtet. Die zweiflügelige Haustür wurde zu Beginn des 19. Jahrhunderts geschaffen, zu dieser Zeit wurde auch das Treppenhaus umgestaltet.
Das Haus liegt im Kerngebiet des von der UNESCO als Weltkulturerbe anerkannten Stadtgebietes des Kulturgutes „Historische Altstädte Stralsund und Wismar“. In die Liste der Baudenkmale in Stralsund ist es mit der Nummer 753 eingetragen.

## Tribseer Straße 20/I, Ecke Neuer Markt
Das Haus Tribseer Straße 20/I ist ein denkmalgeschütztes Gebäude in der Tribseer Straße (Stralsund), an der Ecke zum Neuen Markt.
Das Gebäude wurde auf dem Eckgrundstück an der Westseite des Neuen Marktes um 1870 errichtet. Der dreigeschossige Putzbau besitzt eine Eckabschrägung. Die Fassade zur Tribseer Straße und zum Neuen Markt ist mit Putznutung, Stockwerkgesimsen und Fensterverdachungen im ersten Obergeschoss versehen. Die Eckachse ist geschossweise mit Pilastern gegliedert, im ersten Geschoss ist ein Balkon angebracht und das zweite Obergeschoss durch einen Dreiecksgiebel bekrönt. Abgeschlossen wird die Fassade durchgehend durch ein Konsolgesims.
Das Haus liegt im Kerngebiet des von der UNESCO als Weltkulturerbe anerkannten Stadtgebietes des Kulturgutes „Historische Altstädte Stralsund und Wismar“. In die Liste der Baudenkmale in Stralsund ist es mit der Nummer 754 eingetragen.